# Ryki
Ryki is een stad in het Poolse woiwodschap Lublin, gelegen in de powiat Rycki. De oppervlakte bedraagt 27,38 km², het inwonertal 9722 (2005).

## Verkeer en vervoer
- Station Ryki